# 士別郵便局
士別郵便局（しべつゆうびんきょく）は北海道士別市にある郵便局。民営化前の分類では集配普通郵便局であった。

## 概要
住所：〒095-8799 北海道士別市大通東9-2323

## 沿革
- 1900年（明治33年）7月11日 - 士別郵便局（三等）として開設[1]。
- 1901年（明治34年）12月11日 - 士別郵便電信局となる。
- 1903年（明治36年）4月1日 - 通信官署官制の施行に伴い士別郵便局となる。
- 1947年（昭和22年）12月11日 - 特定郵便局から普通郵便局に局種別改定[2]。
- 1959年（昭和34年）6月1日 - 電話通話および和文電報受付事務の取扱を開始[3]。
- 1979年（昭和54年）6月 - 局舎新築落成。
- 1979年（昭和54年）8月1日 - 風景入通信日付印の使用を開始。
- 1987年（昭和62年）7月27日 - 中士別郵便局から集配業務を移管。
- 1999年（平成11年） - 外国通貨の両替および旅行小切手の売買に関する業務取扱を開始。
- 2006年（平成18年）10月10日 - 温根別郵便局、上士別郵便局、多寄郵便局から集配業務を移管[4]。
- 2007年（平成19年）10月1日 - 民営化に伴い、併設された郵便事業士別支店に一部業務を移管。
- 2012年（平成24年）10月1日 - 日本郵便株式会社の発足に伴い、郵便事業士別支店を士別郵便局に統合。

## 取扱内容
- 郵便、印紙、ゆうパック、内容証明
- 貯金、為替、振替、振込、国際送金、外貨両替・トラベラーズチェック、国債、投資信託
- 生命保険、バイク自賠責保険、自動車保険、がん保険、引受条件緩和型医療保険
- ゆうちょ銀行ATM
- 士別市内の一部地域の集配業務（市内のうち、095-04xxエリアの旧朝日町地区は朝日郵便局が担当）
- ゆうゆう窓口

## 周辺
- 士別市役所
- 士別警察署
- 国道239号

## アクセス
- JR宗谷本線 士別駅から東へ約500m（徒歩約6分）
- 士別軌道 西1条8停留所もしくは8丁目停留所下車
- 道央自動車道 士別剣淵ICから北へ約3.5km
- 国道40号沿い
- 駐車場あり：7台